# Benjamin Franklin Butler (politiker)
Benjamin Franklin Butler, född den 5 november 1818 i Deerfield, New Hampshire, död den 11 januari 1893 i Washington, D.C. var en amerikansk militär och politiker.
Butler blev 1840 praktiserande jurist och kom snart att intaga en ledande ställning bland demokraterna i Massachusetts. Vid inbördeskrigets utbrott 1861 var han brigadgeneral vid sin stats milis och gjorde unionsregeringen en ovärderlig tjänst genom att med 900 man (13 maj samma år) besätta staden Baltimore, där sydstaternas vänner förberedde en revolutionär folkrörelse. 
Sedan han erhållit ett befäl i unionsarmén, gjorde han sig bekant genom sin vägran att till ägarna utlämna de slavar, som sökt skydd inom hans armés linjer. Han förklarade dem nämligen för krigskontraband, vilket gav anledning till den populära beteckningen "contrabands" för svarta under hela kriget. 
Butler stred sedermera vid Mississippi och besatte, efter David Farraguts sjöseger, New Orleans (1 maj 1862). Som guvernör i New Orleans gjorde han sig känd för godtycklig stränghet, varför han återkallades i december 1862. Han stred sedermera med växlande framgång i Virginia och North Carolina och entledigades under krigets sista månader från sitt befäl av general Grant. 
Åren 1866-75 och 1877-79 var Butler republikansk kongressledamot. Som sådan tillhörde han de ytterlighetsmän, som önskade stränga repressalier mot secessionisterna, och ivrade för den moderate presidenten Johnsons försättande i anklagelsetillstånd. 
Efter flera nederlag blev Butler 1882 som demokraternas kandidat vald till guvernör i Massachusetts, men föll igenom vid nästa års val. Utan framgång uppställdes han ett par gånger av monopolisterna och Greenbackpartiet som kandidat till presidentvärdigheten. Han utgav Autobiography and personal reminiscenses of general B. F. Butler (1892).